# ALI アリ
『ALI アリ』（Ali）は、2001年公開のアメリカ映画。

## 概要
伝説的なプロボクサー、モハメド・アリの半生を描いたウィル・スミス主演の映画作品。ウィル・スミスはこの作品でアカデミー主演男優賞、ジョン・ヴォイトは助演男優賞にノミネートされた。

## あらすじ
１９６４年アメリカ。若き黒人ボクサーのカシアス・クレイは、世界ヘビー級でチャンピオンの座を勝ち取った。マルコムXの思想に共鳴し、すでにネーション・オブ・イスラム(ブラック・ムスリム)に改宗していたカシアスは、チャンピオン獲得の功績により、教祖からモハメド・アリの名を与えられた。
有名になったアリは世界を巡り、実の兄弟たちを高給で雇う身分に。ホステスのソンジーに一目惚れすると即座に結婚し、贅沢をさせる自由も手に入れた。しかし周囲では、マルコムXの活動を阻止しようとする不穏な人々が、言動の目立つアリにも注目していた。
マルコムXが暗殺され、涙するアリ。ムスリムの教義に馴染めないソンジーとは２年足らずで離婚した。それでも試合に勝ち続けるアリに、ベトナム戦争への徴兵命令が下った。六週間の訓練だけで退役扱いになる裏取引きがなされたが、アリは公然と兵役を拒否した。
裁判にかけられたアリは懲役５年を求刑され、チャンピオンのタイトルも剥奪された。ただちに上訴したが試合もままならず、破産するアリ。しかし、苦境の中でもアリは新しい伴侶ベリンダを得て、娘も生まれた。
なんとか試合の段取りをつけ、戦い続けるアリ。懲役拒否の裁判は、最高裁でついに無罪を勝ち取った。
自由を得たアリは、奪われた世界ヘビー級王座を奪還するために奮闘、新しい恋も見つけつつ、アフリカのザイールで現チャンピオンのフォアマンと対戦。盛りを過ぎた３２歳にして激闘の末に王座を勝ち取るのだった。

## キャスト
| 役名                             | 俳優                         | 日本語吹替 |
| -------------------------------- | ---------------------------- | ---------- |
| モハメド・アリ                   | ウィル・スミス               | 小山力也   |
| ドリュー・バンディーニ・ブラウン | ジェイミー・フォックス       | 長島雄一   |
| ハワード・コセル                 | ジョン・ヴォイト             | 糸博       |
| マルコムX                        | マリオ・ヴァン・ピーブルズ   | 菅生隆之   |
| アンジェロ・ダンディ             | ロン・シルヴァー             | 水野龍司   |
| ハワード・ビンガム               | ジェフリー・ライト           | 永井誠     |
| ドン・キング                     | ミケルティ・ウィリアムソン   | 手塚秀彰   |
| ソンジ・ロイ                     | ジェイダ・ピンケット＝スミス | 金沢映子   |
| ベリンダ・アリ                   | ノーナ・ゲイ                 | 山像かおり |
| ヴェロニカ・ポルシェ             | マイケル・ミシェル           | 阿部桐子   |
| エスクリッジ                     | ジョー・モートン             | 安井邦彦   |
| ハーバート                       | バリー・シャバカ・ヘンリー   | 宝亀克寿   |
| アリの父                         | ジャンカルロ・エスポジート   | 中村秀利   |
| イライジャ師                     | アルバート・ホール           | 伊井篤史   |
| 軍人                             | ウェイド・ウィリアムズ       |            |

## 評価
レビュー・アグリゲーターのRotten Tomatoesでは156件のレビューで支持率は68%、平均点は6.30/10となった。Metacriticでは39件のレビューを基に加重平均値が65/100となった。